# مقاطعة سابين (لويزيانا)
مقاطعة سابين (بالإنجليزية: Sabine Parish, Louisiana) هي إحدى مقاطعات ولاية لويزيانا في الولايات المتحدة. تأسست سنة 1843، وتبلغ مساحتها 2620 كم2، بلغ عدد سكانها 24233 نسمة في عام 2010 حسب إحصاء مكتب تعداد الولايات المتحدة وتصل الكثافة السكانية فيها 10.8 نسمة/كم2.

## أعلام
- جون هورتون سلوتر

## وصلات خارجية
- http://www.louisiana.gov/Government/Parish_Sabine نسخة محفوظة 21 فبراير 2014 على موقع واي باك مشين.
- United States Counties